# Грима
Грима (на немски: Grimma) е град в окръг Лайпциг в Саксония, Германия, с 28 411 жители (31 декември 2014) и площ от 217,7 km². Намира се на 25 km югоизточно от Лайпциг в долината на река Мулде.
Основан е през 1170 г. от маркграф Ото II Богатия фон Майсен. За пръв път е споменат в документ през 1200 г. като едно от първите славянски селища. През 1220 г. получава права на град. В двореца често резидират маркграфовете на Мейсен и саксонските курфюрстове.